# MoistCr1TiKaL
Чарльз Кристофер Уайт-младший (англ. Charles Christopher White Jr., род. 2 августа 1994), более известный как MoistCr1TiKaL, Cr1TiKaL или penguinz0, — американский YouTube-блогер, стример, актёр, музыкант и предприниматель. Он известен своими комментариями к видео, обзорами и стримами, освещающими интернет-культуру и видеоигры. Его контент характеризуется монотонным голосом, сухим, мертвенно-спокойным комедийным стилем и длинными волосами, что принесло ему прозвище «интернет-Иисус».

## Биография

### Ранняя жизнь
Чарльз Уайт родился 2 августа 1994 года в Тампе, Флорида. Он посещал среднюю школу Carrollwood Day School и был членом баскетбольной команды. Позже он окончил Университет Тампы со степенью бакалавра в области наук о здоровье с упором на физиологию упражнений. В 2019 году тест ДНК 23andMe показал, что его предки были испанского, итальянского, британского и коренного американского происхождения.

### Карьера в интернете

#### 2006—2017: Ранние годы
Уайт начал загружать видео на YouTube в 2006 году, вначале выкладывая обсуждения аниме и музыкальные обзоры. Позже его контент расширился до видеоигр. Он создал канал penguinz0 8 мая 2007 года. В этот период он также транслировал видео на Justin.tv с 2009 по 2011 год.
В 2013 году Уайт был упомянут в статье Tubefilter как один из популярных создателей контента на YouTube. В 2015 году он начал делать комментарии к различным темам, включая интернет-драмы, что привлекло внимание крупных медиа.

#### 2018—настоящее время: Рост популярности
С 2018 года его контент значительно расширился, включая реакции, подкасты, обзоры медиа и киберспортивную тематику. Его YouTube-канал достиг более 16 миллионов подписчиков и 10 миллиардов просмотров (на 2024 год). Он также является соучредителем киберспортивной организации Moist Esports и совладельцем компании Shopify Rebellion.

### Фильмография
Уайт участвовал в создании нескольких веб-сериалов и фильмов, а также озвучивал персонажей в анимационных проектах. Он также принимал участие в подкастах и музыкальных проектах.

### Достижения
Его канал имеет свыше 151,4 миллиона просмотров в месяц, а Twitch-канал набрал более 5,5 миллионов подписчиков. Он успешно расширяет свою аудиторию благодаря регулярному выпуску видеороликов.